# Kinoguitan
Kinoguitan ist eine philippinische Stadtgemeinde in der Provinz Misamis Oriental. Sie hat 14.391 Einwohner (Zensus 1. August 2015).

## Baranggays
Kinoguitan ist politisch in 15 Baranggays unterteilt.
- Beray
- Bolisong
- Buko
- Kalitian
- Calubo
- Campo
- Esperanza
- Kagumahan
- Kitotok
- Panabol
- Poblacion
- Salicapawan
- Salubsob
- Suarez
- Sumalag